# Tanaidoidea
Super-famille
Synonymes
Tanaoidea Dana, 1849
Les Tanaidoidea sont une super-famille de crustacés péracarides de la classe des malacostracés.

## Classification
- Tanaidoidea Nobili, 1906
  - Tanaididae Nobili, 1906

## Publication originale
- Giuseppe Nobili. (1906). Diagnoses préliminaires de Crustacés, Décapodes et Isopodes nouveaux recueillis par M. le Dr. G. Seurat aux îles Touamotou. Bulletin du Muséum national d'Histoire naturelle. 12 (12): 256-270.